# Andrew Murray (Guardiano di Scozia)

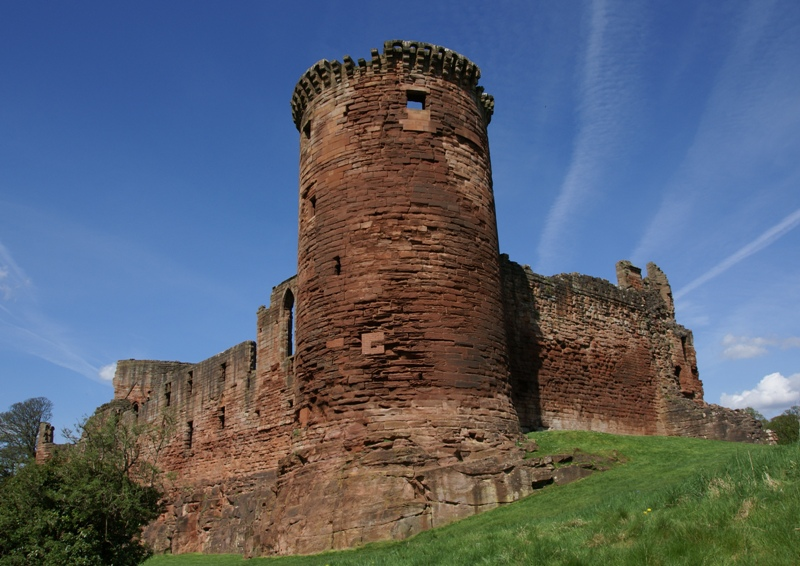
Castello di Bothwell

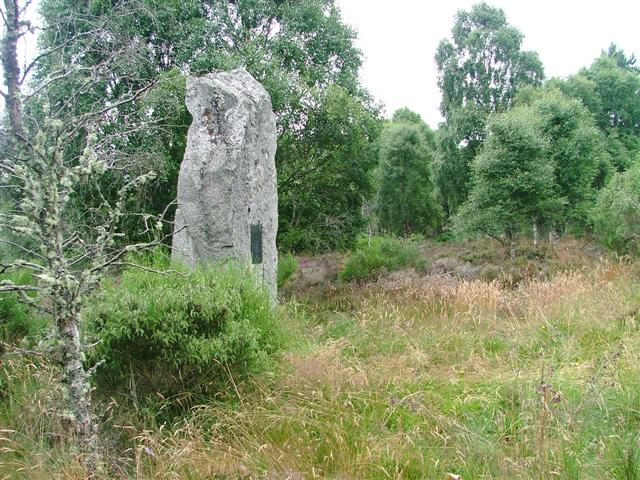
Monumento presso il sito della battaglia di Culblean

Andrew Murray (1298 – 1338) è stato un militare scozzese conosciuto anche come Andrew Moray o de Moray appoggiò Davide II di Scozia contro Edoardo III d'Inghilterra ed Edoardo Balliol durante la Seconda guerra d'indipendenza scozzese. Fu signore di Avenoch, Petty e Bothwell, nel 1326 sposò Cristina Bruce, sorella di Roberto I di Scozia e per due volte servì come Guardiano di Scozia nel 1332 e nel 1335 quando tornò dall'Inghilterra dove era stato prigioniero. Detenne la carica di Guardiano sino alla morte sopravvenuta tre anni dopo.

## Biografia

### Il Guardiano di Scozia
Andrew Murray nacque attorno alla Pentecoste del 1298 da Andrew de Moray compagno d'armi di William Wallace che era morto alla Battaglia di Stirling Bridge poco prima della sua nascita. Durante la campagna del 1303 Edoardo I d'Inghilterra marciò verso nord arrivando fino a Kinross lì prese come ostaggio Andrew, di soli cinque anni, e lo portò con sé in Inghilterra dove rimase per i successivi undici anni, il suo rilascio infatti avvenne solo grazie a uno scambio di prigionieri susseguente la Battaglia di Bannockburn. L'anno dopo presenziò al Parlamento e gli venne attribuita la signoria di Petty, mentre a suo zio andò quella di Bothwell nel Lanarkshire e quando venne firmato il Trattato di Edimburgo-Northampton nel 1328 Andrew fu tra i nobili chiamati a presenziare alla firma della cessazione delle ostilità fra i due paesi, una pace destinata a durare quattro anni.
Un paio di anni prima, nel luglio 1326, all'abbazia di Cambuskenneth Andrew sposò una delle sorelle del re, Christina Bruce, più vecchia di lui di vent'anni e già vedova di Gartnait mac Domhnaill e Christopher Seton (1278-1306). Poiché Cristina era troppo avanti con gli anni per avere figli si suppone che i due figli di Andrew siano frutto di un primo matrimonio sfuggito alle cronache o di un qualunque genere di relazione. I due figli sono:
- John Murray (morto 1351)
- Thomas Murray (morto 1361).

Quando nel 1329 Roberto I morì lasciò la custodia del figlio ed erede Davide II di Scozia, ancora bambino, al nipote Thomas Randolph, I conte di Moray il quale morì improvvisamente nel giugno di tre anni dopo. Seguì un periodo turbolento, fu scelto quale suo successore, in un convegno tenutosi in tutta fretta a Perth il 2 agosto Donald II, conte di Mar (figlio di Cristina), ma questi perse la vita nove giorni dopo alla Battaglia di Dupplin Moor. Poco dopo salì al trono di Scozia Edoardo Balliol, un'incoronazione avvenuta per mano inglese e tutt'altro che gradita agli scozzesi tanto che Andrew fu nominato Guardiano di Scozia per il giovane Davide da coloro che aderivano al suo partito. Andrew rimase fermo fino all'anno seguente quando attacco Edoardo a Roxburgh in quell'occasione venne preso e, poiché rifiutò di essere preso in custodia da chiunque non fosse Edoardo III d'Inghilterra venne portato da lui a Durham nel mese di aprile.
L'anno dopo, non appena fu rimesso in libertà, attaccò gli inglesi, si diresse verso il Buchan ponendo d'assedio Enrico di Beaumont presso il castello di Dundarg, tagliando i tubi per l'acqua costrinse il nemico alla resa anche se gli permise di tornare in patria. Nell'aprile 1335 al castello di Dairsie i reggenti Robert Stewart e John Randolph, III conte di Moray convocarono il parlamento decidendo di arrendersi agli inglesi. Andrew non appoggiò tale decisione e si diede alla macchia con Patrick V, conte di March e William Douglas, Lord di Liddesdale, quando David III Strathbogie (1309 circa-30 novembre 1335) il Castello di Kildrummy dove viveva Cristina Andrew uscì allo scoperto mettendo insieme un contigente per porre resistenza, ne venne fuori la Battaglia di Culblean che vide la vittoria dei realisti e la morte di Strathbogie.
Andrew indisse quindi un parlamento a Dunfermline e fu di nuovo scelto come Guardiano e l'anno dopo e pose sotto assedio i castelli di Cupar e Lochindorb ritirandosi all'arrivo di Edoardo III, quando questi tornò in Inghilterra Andrew attaccò di nuovo. Prese il Castello di Dunnottar e quelli di Lauriston e Kinclevin. Nei primi mesi del 1337 con il sostegno dei conti di Fife e March marciò attraverso il Fife, prese diversi castelli e tre settimane dopo mise sotto assedio il Castello di St Andrews, in marzo fu preso anche il Castello di Bothwell e la via per l'Inghilterra era aperta.
Andrew si diresse quindi verso Carlisle ed Edimburgo che venne immediatamente difesa dagli inglesi e i due eserciti si scontrarono dando la vittoria agli scozzesi.
Da lì fino alla sua morte si sa poco di lui, si dice che fosse divenuto il custode del Berwick Castle, ma quel che si sa per certo è che si ritirò al castello di Avoch dove morì nel 1338. Venne sepolto all'Abbazia di Dunfermline.